# Eublemma hansa
Eublemma hansa — вид лускокрилих комах з родини еребід (Erebidae).

## Поширення
Вид поширений у степовій зоні на сході України, півдні Росії, у Туреччині, Ірані та Середній Азії.